# Rita Luginska
Rita Luginska (ur. 27 czerwca 1933 w Dyneburgu, zm. 2 października 2005) – łotewska pisarka i tłumaczka.

## Życiorys
Jej ojciec był Białorusinem. Dzieciństwo spędziła w Jaunpils i w Tukums, gdzie zaczęła chodzić do szkoły, a podczas wojny wraz z rodzicami przeniosła się do Rygi. Po ukończeniu ryskiego gimnazjum w 1952 studiowała biologię, później pracowała w gazecie jako tłumaczka. Jest autorką humorystycznych opowiadań „Neej man garām” („Nie przechodźcie obok mnie”, 1969), „Gabalini iz dzīves ironijas mērcē” („Opowiastki z życia w ironicznym sosie”, 1970), książki o Polsce „Polonēzē pa Poliju” („Polska i Polacy”, 1973). Tłumaczyła literaturę polską, przełożyła na łotewski m.in. Lalkę B. Prusa (1963), utwory J. Iwaszkiewicza (wybór ukazał się w 1967), wiersze J. Brzechwy, twórczość J. Przymanowskiego (Czterej pancerni i pies, 1972) i S. Lema. Brała udział w opracowywaniu słownika polsko-łotewskiego wydanego w 1970.